# همیشه در یاد من
همیشه در یاد من (به انگلیسی: Always on My Mind) ترانه‌ای مشهور است که سال ۱۹۷۲ توسط جانی کریستوفر، مارک جیمز و وین کارسن سروده و نخستین‌بار با نام «همیشه در یاد من» توسط گوئن مک‌کرا و برندا لی ضبط و اجرا شد.
بنا به وبگاه آل میوزیک هنرمندان گوناگون تاکنون بیش از ۳۰۰ بار ترانه را بازخوانی کرده‌اند که از مشهورترین آن‌ها می‌توان به اجراهای الویس پریسلی، ویلی نلسون، جان وسلی رایلز و پت شاپ بویز اشاره کرد.